# Mafisch
| Indeling der stollingsgesteenten | Indeling der stollingsgesteenten | Indeling der stollingsgesteenten | Indeling der stollingsgesteenten | Indeling der stollingsgesteenten |
| -------------------------------- | -------------------------------- | -------------------------------- | -------------------------------- | -------------------------------- |
|                                  | % SiO2                           | uitvloeings- gesteente           | gang- gesteente                  | diepte- gesteente                |
| felsisch                         | >~70                             | ryoliet                          | granofier                        | graniet                          |
| felsisch                         | ~70-63                           | daciet                           | granodioriet                     | granodioriet                     |
| intermediair                     | 63-52                            | andesiet                         | dioriet                          | dioriet                          |
| mafisch                          | 52-45                            | basalt                           | doleriet                         | gabbro                           |
| ultramafisch                     | <45                              | komatiiet                        | peridotiet                       | peridotiet                       |

Mafisch of basisch verwijst in de geologie naar mineralen en gesteenten die relatief veel magnesium (Mg) en ijzer (Fe) bevatten, en relatief weinig silica (SiO2). Per definitie is een gesteente mafisch wanneer het tussen de 52 en 45 massaprocent silica bevat. 
De belangrijkste mafische gesteentevormende mineralen zijn de amfibolen, donkere mica (biotiet), de olivijnen en de pyroxenen. Veel van deze mineralen zijn donker van kleur, zodat mafisch gesteente vaak ook een donkere kleur heeft. Voorbeelden van mafisch stollingsgesteente zijn basalt (extrusief), gabbro (intrusief) en doleriet of diabaas (ganggesteente). Oceanische lithosfeer bestaat grotendeels uit deze gesteenten. Metamorfe gesteenten met een mafische samenstelling worden wel metabasiet genoemd.
De tegenhanger van mafisch is felsisch. Felsische mineralen zijn meestal juist licht gekleurd, zoals veldspaat en kwarts. Gesteente dat tussen mafisch en felsisch in zit wordt intermediair genoemd.
Gesteenten en mineralen die minder dan 45% silica bevatten, worden ultramafisch genoemd. Deze gesteenten zijn aan het aardoppervlak zeldzaam. De aardmantel wordt echter verondersteld grotendeels uit ultramafisch gesteente te bestaan.